# Astrangia californica
Astrangia californica är en korallart som beskrevs av John Wyatt Durham och Barnard 1952. Astrangia californica ingår i släktet Astrangia och familjen Rhizangiidae. Inga underarter finns listade i Catalogue of Life.